# David Beaton
David Beaton (1494-1546) foi Arcebispo de St Andrews e o último cardeal escocês antes da Reforma Protestante.

## Biografia
Ele era o filho mais novo de John Beaton de Balfour, no condado de Fife.
Foi educado nas Universidade de St Andrews  e na Universidade de Glasgow  e em seu décimo sexto ano foi enviado para Paris, onde estudou direito civil e direito canônico.
Começou sua carreira política na corte francesa. Foi reitor em Cambuslang de 1520.
Ele se tornou comendador de Arbroath, em 1524, bispo de Mirepoix, em dezembro 1537, e por recomendação do rei da França, Francis I, em 1538 foi nomeado cardeal pelo Papa Paulo III.
Com a morte em 1539 do Arcebispo James Beaton, seu tio e padrinho, o cardeal tornou-se arcebispo de St. Andrews. Em 1544, ele foi designado como representante papal na Escócia.
Entre 1533 e 1542 atuou várias vezes com embaixador do rei Jaime V da Escócia na corte da França. Ele teve um papel de importante nas negociações relacionadas com os casamentos do rei, primeiro com Madeleine na França, e depois com Maria de Guise.
Em 1542 atuou como "Keeper of the Privy Seal of Scotland" (guardião do selo real da Escócia) por alguns meses.
Politicamente, Beaton estava empenhado na manutenção da aliança franco-escocesa e se opunha às atitudes políticas do partido anglófilo, que ele associava ao clamor pela reforma protestante na Escócia.
Com a morte de Jaime, em Dezembro de 1542, Beaton tentou ser um dos regentes da princesa herdeira Maria, que ainda era um bebê, fundando o seu pedido numa pretensa vontade do falecido rei, mas lhe foi negada a regência e James Hamilton, 2.° Conde de Arran, foi declarado regente.
Após essa derrota o cardeal foi acusado por muitos pela derrota militar em Solway Moss, e por ordem do regente ficou sob custódia do Lorde Seton.
Com Beaton fora do poder, o partido anglófilo convenceu Arran a fazer um tratado de união com a Inglaterra em nome da infante rainha, e nomear pastores protestantes para o governo.
Em 1543, Beaton recuperou o poder, cancelou o tratado e passou a perseguir as pessoas que ele classificava como hereges.
Nesta época a Escócia sofreu duas invasões seguidas dos ingleses, muitos culparam Beaton por isso.
Em março de 1546, talvez para desviar a atenção dessas críticas, Beaton processou e condenou George Wishart à morte na fogueira. Simpatizantes de Wishart, porém, planearam o assassinato do cardeal Beaton. 
Os conspiradores, liderados por Norman Leslie e William Kirkcaldy de Grange, conseguiram entrar no castelo de St. Andrews na madrugada de 29 de maio de 1546 e assassinaram o cardeal.
Na época pensou-se que sua morte era do interesse de Henrique VIII da Inglaterra, que considerava Beaton como o principal obstáculo à sua política reformista.
O assassinato de Beaton foi certamente um ponto importante no triunfo final do protestantismo na Escócia.